# All the Things She Said
Singles de t.A.T.u.
Prostyïe dvijenia
(2002) Not Gonna Get Us
(2003)
All the Things She Said est une chanson interprétée par le duo russe t.A.T.u. extrait de leur premier album studio en anglais, 200 km/h in the Wrong Lane (2002). Le titre sort en tant que premier single de l'album en Europe le 20 août 2002. Les paroles et la musique de la chanson ont été écrites et composées par Sergio Galoyan, Trevor Horn, Martin Kierszenbaum, Elena Kiper et Valeriy Polienko. Le titre est produit par Trevor Horn. All the Things She Said est la version en langue anglaise de leur premier single Ia sochla s ouma, sorti en 2000.
Le morceau est une chanson pop rock qui puise dans l'electronica, l'europop, le RnB et le hard rock. Il a été repris entre autres par Halflives, Poppy et Leo Moracchioli.

## Liste des pistes
| - CD single aux États-Unis 1. All the Things She Said (Radio Version) 2. All the Things She Said (Dave Audé Extension 119 Club Edit) 3. All the Things She Said (Music Video) - CD single en Russie 1. All the Things She Said (Radio Version) 2. Ya Soshla S Uma 3. All the Things She Said (HarDrum Remix) 4. All the Things She Said (Music Video) - CD maxi single en Europe 1. All the Things She Said (Radio Version) 2. Stars 3. All the Things She Said (Dave Audé Extension 119 Club Vocal Mix) 4. Ya Soshla S Uma (Version russe de All the Things She Said) - CD single en Nouvelle-Zélande 1. All the Things She Said (Radio Version) 2. All the Things She Said (Marks Intellectual Vocal Mix) 3. All the Things She Said (Dave Audé Extension 119 Club Edit) 4. All the Things She Said (HarDrum Remix) | - Cassette single en Europe 1. All the Things She Said (Radio Version) 2. Stars - CD single au Royaume-Uni 1. All the Things She Said (Radio Version) 2. All the Things She Said (Dave Audé Extension 119 Club Edit) 3. Stars (Album Version) 4. All the Things She Said (Video) - Cassette single au Royaume-Uni 1. All The Things She Said (Radio Version) 2. Stars - CD single au Japon 1. All the Things She Said (Radio Version) 2. All the Things She Said (Dave Audé Extension 119 Club Vocal Mix) 3. All the Things She Said (Mark!s Intellectual Vocal Mix) 4. All the Things She Said (Blackpulke Remix) 5. All the Things She Said (Instrumental Version) |

## Classements
| Classement (2002-2003)                  | Meilleure position |
| --------------------------------------- | ------------------ |
| Allemagne (Media Control AG)            | 2                  |
| Australie (ARIA)                        | 1                  |
| Autriche (Ö3 Austria Top 40)            | 1                  |
| Belgique (Flandre Ultratop 50 Singles)  | 2                  |
| Belgique (Wallonie Ultratop 50 Singles) | 3                  |
| Canada (Nielsen Soundscan)              | 3                  |
| Danemark (Tracklisten)                  | 1                  |
| États-Unis (Hot 100)                    | 20                 |
| Finlande (Suomen virallinen lista)      | 3                  |
| France (SNEP)                           | 2                  |
| Hongrie (Rádiós Top 40)                 | 13                 |
| Irlande (IRMA)                          | 1                  |
| Italie (FIMI)                           | 1                  |
| Nouvelle-Zélande (RMNZ)                 | 1                  |
| Norvège (VG-lista)                      | 2                  |
| Pays-Bas (Single Top 100)               | 2                  |
| Royaume-Uni (UK Singles Chart)          | 1                  |
| Suède (Sverigetopplistan)               | 2                  |
| Suisse (Schweizer Hitparade)            | 1                  |

| Classement (2003) | Position |
| ----------------- | -------- |
| Australie         | 14       |
| France            | 16       |
| Royaume-Uni       | 6        |

## Clip
clip vidéo  réalisé par Ivan Šapovalov et filmé à Moscou, présente les mêmes images que la version russe Ja sošla s uma mais modifié de manière à ne pas rendre la ligne des lèvres visible. Le film commence par montrer des gens sous la pluie devant une clôture métallique, tandis qu'ils regardent les deux chanteuses du duo, Lena Katina et Julia Volkova, qui sont de l'autre côté de la clôture. Vêtus d'uniformes scolaires, ils affichent leur homosexualité, suscitant l'indignation des spectateurs. La vidéo se termine en montrant que ce ne sont pas les deux jeunes femmes qui sont emprisonnées comme certains avaient laissé croire, mais bien ceux qui les observent. C'est une métaphore qui montre que les seules personnes libres sont celles qui montrent leur amour sans crainte d'être jugées. La vidéo se termine avec les deux qui s'échappent.
Pour résoudre le problème du playback, en juillet 2002, de nouvelles scènes ont été tournées qui ne présentaient que les parties où les filles chantent la chanson en anglais, pour remplacer les images originales correspondantes. Pour recréer la même ambiance que la première vidéo tournée en 2000, le même décor a été partiellement reconstitué avec les filets métalliques et le long mur derrière les filles, mais le résultat final s'est avéré peu convaincant. Il a donc été décidé d'utiliser entièrement les images originales, en modifiant les scènes où le playback était visible. Certaines parties filmées en anglais sont désormais disponibles en ligne.
Le clip de la chanson a été le premier clip d'artistes féminines russes à obtenir une Vevo Certified pour avoir atteint cent millions de vues en 2016.

### Controverses
La vidéo a suscité une controverse considérable dans plusieurs pays pour la mise en scène de thèmes homosexuels auprès de mineurs. Plusieurs organisations protesté contre sa publication et tenté de l'interdire, tandis que certaines stations musicales ont supprimé les scènes de baisers entre les chanteurs. Dans la version « nettoyée » du clip, la partie où l'on peut voir les sous-vêtements de Julia sous sa jupe d'écolière a été remplacée par un plan de Lena s'accrochant à la clôture grillagée. Le cadre montrant les détails anatomiques des filles, visibles à travers leurs chemises trempées par la pluie, a également été retiré.

## Réception
Daisy Jones décrit All the Things She Said comme la fusion, d'une part, du camp et de l'euro club de Believe et des sonorités industrielles et nu metal d'Evanescence. Elle souligne que la révélation, en 2003, que les deux chanteuses de t.a.T.u, Julia Volkova et de Lena Katina ne formaient pas un couple lesbien, cela signifie que la queerness déployée dans les paroles et le clip d'All the Things She Said n'étaient qu'une technique marketing permettant d'augmenter les ventes de la chanson.
Elle souligne toutefois que, dans le contexte du début des années 2000, la représentation qu'offre la chanson aux femmes queers a pris le pas sur son aspect faux et appropriatif, permettant à de nombreuses lesbiennes et bisexuelles de réaliser leur coming in.